# Рожок (лес)
Рожок (словац. Rožok) — заповедник в восточной Словакии, состоящий из девственных буковых лесов. Заповедник находится под защитой национального парка «Полонины».
28 февраля 2007 года Рожакский заповедник был включён в Список всемирного наследия ЮНЕСКО под названием «Девственные буковые леса Карпат».